# Deutsche Straßen-Radmeisterschaften 1998
Die 73. Deutschen Straßen-Radmeisterschaften 1998 fanden vom 4. bis zum 5. Juli 1998 im südbadischen Rheinfelden im Landkreis Lörrach statt. Diese wurden durch den örtlichen RSV Rheinfelden 1948 ausgetragen.
Die Meisterschaft der U23-Klasse fand am 18. Juli 1998 im thüringischen Bad Köstritz im Landkreis Greiz statt. Diese trug der SSV Gera 1990 aus.

## Strecke
Start und Ziel der Rennen am 4. und 5. Juli erfolgte in der Hardtstraße auf Höhe der Gewerbeschule in Rheinfelden. Der mehrfach zu absolvierende Kurs führte ins nördliche Umland hügelreich über den Dinkelberg.

## Zeitplan
| Datum             | Disziplin     | Streckenlänge | Kategorie    |
| ----------------- | ------------- | ------------- | ------------ |
| Samstag, 4. Juli  | Straßenrennen | 111,86 km     | Elite Frauen |
| Sonntag, 5. Juli  | Straßenrennen | 207,74 km     | Elite Männer |
| Samstag, 16. Juli | Straßenrennen | 166 km        | U 23 Männer  |

## Resultate Straßenrennen

### Frauen
| Platz | Athletin             | Zeit      |
| ----- | -------------------- | --------- |
| 1     | Hanka Kupfernagel    | 3:11:54 h |
| 2     | Judith Arndt         | + 3:40    |
| 3     | Sandra Mißbach       | + 7:05    |
| 4     | Birgit Söllner       | + 7:05    |
| 5     | Jacqueline Brabenetz | + 7:42    |
| 6     | Susanne Lange        | + 8:42    |
| 7     | Kerstin Scheitle     | + 8:42    |
| 8     | Sabine Spitz         | + 8:42    |
| 9     | Natascha Klewitz     | + 8:42    |
| 10    | Evi Gensheimer       | + 8:42    |

Länge: 111,86 km

Start: Samstag, 4. Juli

Durchschnittsgeschwindigkeit der Siegerin: 34,71 km/h

Von 53 Athletinnen kamen 37 ins Ziel.

### Männer
| Platz | Athlet           | Zeit      |
| ----- | ---------------- | --------- |
| 1     | Erik Zabel       | 5:09:12 h |
| 2     | Jan Ullrich      | + 0:07    |
| 3     | Jörg Jaksche     | + 3:01    |
| 4     | Sascha Henrix    | + 3:28    |
| 5     | Jens Voigt       | + 3:28    |
| 6     | Rolf Aldag       | + 3:28    |
| 7     | Udo Bölts        | + 3:28    |
| 8     | Jens Heppner     | + 3:28    |
| 9     | Grischa Niermann | + 5:21    |
| 10    | Andreas Kappes   | + 9:06    |

Länge: 207,74 km

Start: Sonntag, 5. Juli

Durchschnittsgeschwindigkeit des Siegers: 40,31 km/h

Von 90 Athleten kamen 32 ins Ziel.

### Männer U23
| Platz | Athlet            | Zeit         |
| ----- | ----------------- | ------------ |
| 1     | Raphael Schwede   | 4:07:28 h    |
| 2     | Stefan Schreck    | gleiche Zeit |
| 3     | Matthias Kessler  | gleiche Zeit |
| 4     | Benjamin Böhner   | + 0:07       |
| 5     | Torsten Nitsche   | + 0:17       |
| 6     | Christian Schrot  | + 0:17       |
| 7     | Roberto Lochowski | + 0:34       |
| 8     | Marco Appler      | + 5:34       |
| 9     | Andreas Riedel    | + 5:43       |
| 10    | Jonas Hudalla     | + 5:43       |

Länge: 166 km

Start: Samstag, 16. Juli

Durchschnittsgeschwindigkeit des Siegers: 40,25 km/h

Von 168 Athleten kamen 77 ins Ziel.